# Rudolf Pejchar
Rudolf Pejchar (* 23. března 1968) je bývalý český hokejový brankář a současný trenér brankářů v týmu HC Plzeň 1929.

## Hráčská kariéra

### 1985–1987
Pejchar poprvé chytal extraligu za tým HC Plzeň. V roce 1987 odešel na hostování do Vimperku.

### 1987–1989
V létě 1987 přestoupil na dvě sezóny do týmu Dukly Jihlava, kde si odbyl svoji základní vojenskou službu. V roce 1988 se zúčastnil mistrovství světa juniorů, kde Československo skončilo na čtvrtém místě.

### 1989–1996
Po návratu z Dukly Jihlava si Rudolf Pejchar postupně vybojoval místo v brance Plzně, kde odchytal sedm sezón v řadě. Nejúspěšnější pro celý klub i pro něj byla sezóna 1991/92, ve které Plzeň vybojovala druhé místo v extralize a Pejchar získal cenu pro nejlepšího brankáře soutěže.

### 1996–1998
Rudolf odešel na sezónu a půl do týmu HC Slavia Praha. Na začátku sezóny 1997/98 si poranil koleno a v brance ho nahradil Ladislav Blažek. Po uzdravení pak Pejchar odešel do Karlových Varů.

### 1998–2000
Od roku 1998 zaujímal po dvě sezóny místo prvního brankáře v Karlových Varech. Ani jednou se ale týmu nepodařilo postoupit do play-off, i proto Pejchar odešel do Německa.

### 2000–2002
V letech 2000 až 2002 Pejchar poprvé vyzkoušel zahraniční angažmá v týmu Heilbronner EC, se kterým hrál druhou německou ligu. V roce 2002 tým s Pejcharem postoupil až do semifinále, brankář pak zvažoval i možnost hrát nejvyšší švédskou soutěž. Nakonec ale zamířil zpátky do České republiky.

### 2002–2004
V roce 2002 se Pejchar vrátil do Karlových Varů, kde se ale v konkurenci brankářů Petra Franka a Marcela Kučery dostal pouze čtyřikrát do branky. I proto odešel na hostování do prvoligového Ústí nad Labem, kde kryl záda Romanu Málkovi. I v dalších sezónách se snažil vybojovat post jedničky v Karlových Varech. Jenže chytal jen v jedenácti zápasech a hostoval v prvoligové Kometě Brno.

### 2004/2005
V létě 2004 odešel do mateřské Plzně, kde odehrál 21 zápasů bez účasti v play-off.

### 2005/2006
Na svou poslední sezónu odešel Pejchar do norského klubu Lillehammer IK. Tam nastoupil k 42 zápasům. včetně čtvrtfinále.

## Trenérská kariéra

### 2008–2014
Od roku 2008 působil Pejchar působil šest sezón jako trenér brankářů v týmu HC Škoda Plzeň. V sezóně 2012/2013 se podílel na vítězství týmu v české nejvyšší hokejové soutěži.
V roce 2009 se stal i trenérem brankářů české reprezentace na MS do 20 let.

### 2014-2015
Rudolf Pejchar byl trenérem brankářů v týmu KHL HC Jugra Chanty-Mansijsk.

### 2015-
Rudolf Pejchar se stává trenérem brankářů v Plzni.